# Hemholmens naturreservat
Hemholmens naturreservat är ett naturreservat i Värmdö kommun i Stockholms län.
Området är naturskyddat sedan 1970 och är 1,9 hektar stort. Reservatet omfattar en grund havsvik på södra Hemholmen. Reservatet består av en naturhamn.